# Howland Chamberlain
Pour les articles homonymes, voir Chamberlain.
Howland Chamberlain,  né le 2 août 1911 à New York (États-Unis), et mort le 1er septembre 1984 à Oakland, en Californie, est un acteur américain.

## Filmographie partielle
- 1946 : Les Plus Belles Années de notre vie (The Best Years of Our Lives) de William Wyler : Thorpe
- 1947 : Le Traquenard (The Web) de Michael Gordon : James Timothy Nolan
- 1947 : Jenny et son chien (Driftwood) d'Allan Dwan
- 1948 : L'Enfer de la corruption (Force of evil) d'Abraham Polonsky : Freddy Bauer
- 1948 : Ange en exil (Angel in Exile) d'Allan Dwan : S. H. Higgins, l'employé de bureau
- 1948 : Champion malgré lui (Feudin', Fussin' and A-Fightin') de George Sherman
- 1950 : Francis, le mulet qui parle (Francis) d'Arthur Lubin : le médecin-major Nadel
- 1951 : Discrétion assurée (No Questions Asked) de Harold F. Kress
- 1951 : La Grande Nuit (The Big Night) de Joseph Losey : Flanagan
- 1951 : The Racket de John Cromwell
- 1952 : Le train sifflera trois fois (High Noon) de Fred Zinnemann : Le réceptioniste de l'hôtel
- 1979 : Kramer contre Kramer (Kramer vs. Kramer) de Robert Benton : Juge Atkins